# 卡斯縣 (內布拉斯加州)
卡斯县（英語：Cass County）是美国內布拉斯加州東部的一個縣，北界普拉特河，東隔密苏里河與艾奥瓦州相望，面積1,466平方公里。根據美国人口普查局2021年的估計，該縣共有人口27,017人。縣治普拉茨茅斯（Plattsmouth）。此外還有幾座小村莊，如路易斯维尔（Louisville）、尼霍卡 （Nehawka）、埃爾姆伍德（Elmwood）、威平沃特（Weeping Water）、阿尔沃（Alvo）和默多克（Murdock）。
該縣成立於1855年，縣名以來自密西根州的聯邦參議員刘易斯·卡斯（Lewis Cass）命名。